# Enkhuizen

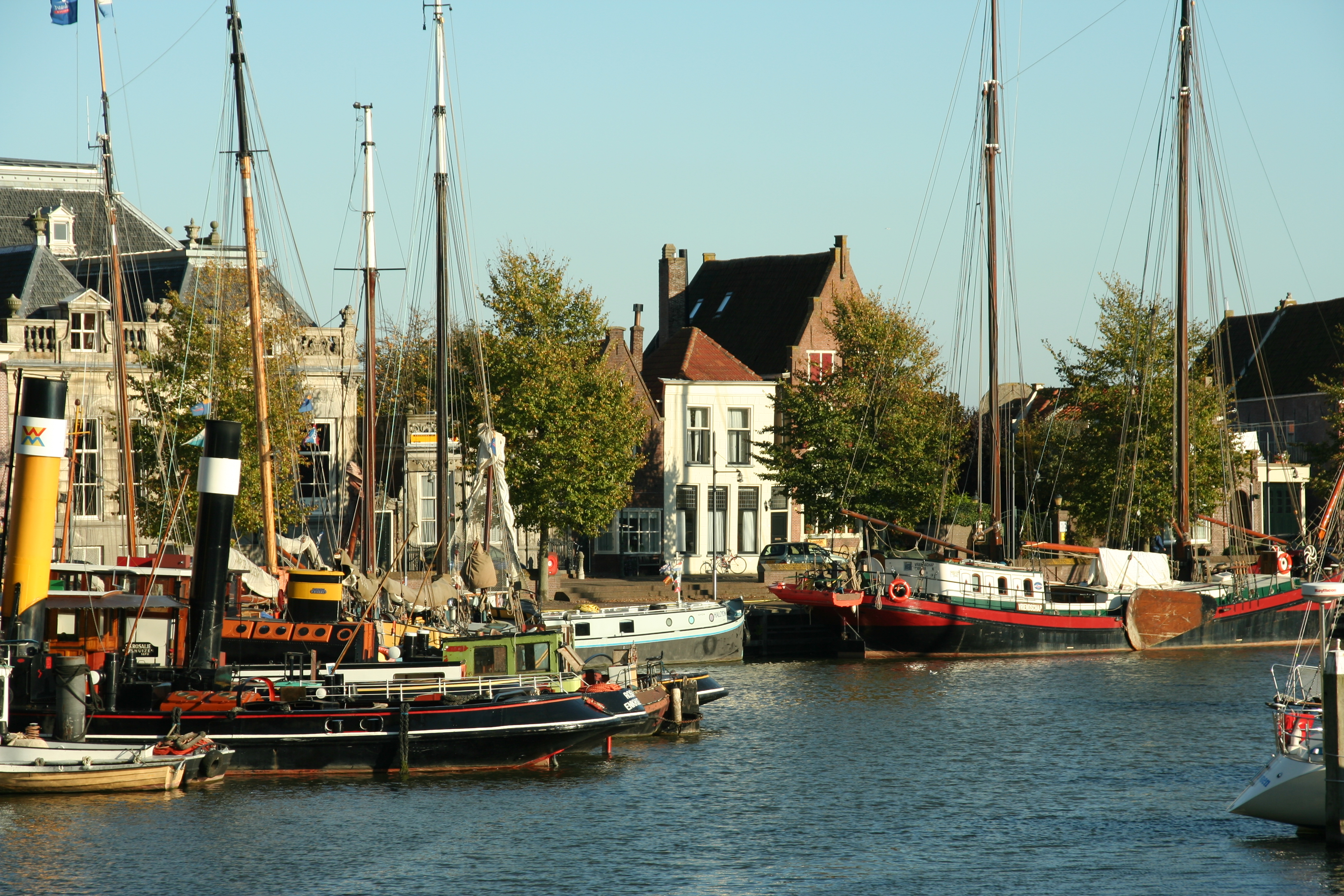
Hamnen.

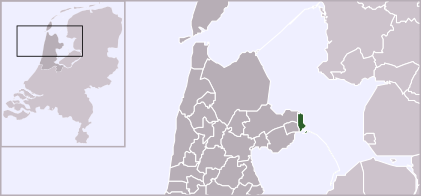
Lägeskarta

Enkhuizen (nederländskt uttal [ɛŋkˈɦœyzə(n)], uttal (fil)) är en kommun i nordvästra Nederländerna i provinsen Noord-Holland. Den har en area på 116,04 km² (vilket 103,62 km² utgörs av vatten) och en folkmängd på 17 241 invånare (2004).